# Sobór św. Sergiusza z Radoneża w Ufie
Sobór św. Sergiusza z Radoneża – prawosławny sobór w Ufie, w rejonie kirowskim, w jurysdykcji eparchii ufijskiej Rosyjskiego Kościoła Prawosławnego, dawniej katedra tejże eparchii.

## Historia
Pierwszą cerkiew na miejscu obecnie funkcjonującej świątyni wzniesiono w XVI w. z myślą o strzelcach i kanonierach służących na ufijskim Kremlu. Budowla ta uległa zniszczeniu podczas pożaru w 1774 razem z całym kompleksem Kremla. W 1777 na jej miejscu zbudowano nowy obiekt sakralny, który funkcjonował do 1867. Rok później rozpoczęto prace przy budowie kolejnej cerkwi, drewnianej na kamiennym fundamencie. 
Ikonostas do świątyni wykonał w 1894 Trapieznikow z fundacji ufijskiego kupca Cziżewa, dwie ikony ze scenami z żywota patrona soboru napisał dla świątyni Michaił Niestierow, kilka ikon, kioty i pozłotę ikonostasu wykonał protojerej Fiodor Troicki.
13 lub 14 maja 1919 ikoną św. Sergiusza z Radoneża przechowywaną w soborze pobłogosławiono admirała Aleksandra Kołczaka.  
W 1933, gdy władze radzieckie zamknęły sobór Zmartwychwstania Pańskiego w Ufie, cerkiew św. Sergiusza stała się soborem katedralnym eparchii. Sobór św. Sergiusza z Radoneża nigdy nie został zamknięty, jako jedyna z cerkwi eparchii ufijskiej, jednak w okresie wielkiego terroru, w 1937 aresztowane zostało całe służące w nim duchowieństwo, a także biskup ufijski Grzegorz, którego następnie skazano na śmierć i rozstrzelano. Cerkiew przez pięć lat była nieużytkowana. W obiekcie ponownie zaczęły odbywać się nabożeństwa w 1942, gdy do Ufy przybył hieromnich Ksenofont (Siniutin). Po tej dacie, do końca II wojny światowej parafianie i duchowieństwo soboru przekazali znaczne sumy na cel wspierania Armii Czerwonej, za co w 1945 wszyscy służący w cerkwi duchowni i pracujący w niej świeccy otrzymali medale Medale „Za ofiarną pracę w Wielkiej Wojnie Ojczyźnianej 1941–1945”. 
Po wojnie cerkiew była kilkakrotnie remontowana, odnawiano znajdujące się w jej wnętrzu freski, całkowicie zacierając ich pierwotny wygląd. Przetrwał natomiast XIX-wieczny ikonostas.